# Sabattus
Sabattus és una població dels Estats Units a l'estat de Maine (EUA). Segons el cens del 2000 tenia 4.486 habitants.

## Demografia
Segons el cens del 2000, Sabattus tenia 4.486 habitants, 1.708 habitatges, i 1.298 famílies. La densitat de població era de 67,6 habitants/km².
Dels 1.708 habitatges en un 37,4% hi vivien nens de menys de 18 anys, en un 59,5% hi vivien parelles casades, en un 9,8% dones solteres, i en un 24% no eren unitats familiars. En el 17,6% dels habitatges hi vivien persones soles el 6,3% de les quals corresponia a persones de 65 anys o més que vivien soles. El nombre mitjà de persones vivint en cada habitatge era de 2,61 i el nombre mitjà de persones que vivien en cada família era de 2,91.
Per edats la població es repartia de la següent manera: un 26% tenia menys de 18 anys, un 6,7% entre 18 i 24, un 33,5% entre 25 i 44, un 24,1% de 45 a 60 i un 9,7% 65 anys o més.
L'edat mediana era de 36 anys. Per cada 100 dones de 18 o més anys hi havia 96,2 homes.
La renda mediana per habitatge era de 41.897 $ i la renda mediana per família de 45.984 $. Els homes tenien una renda mediana de 33.105 $ mentre que les dones 20.219 $. La renda per capita de la població era de 17.451 $. Entorn de l'1,5% de les famílies i el 2,8% de la població estaven per davall del llindar de pobresa.